# 羱羊
羱羊或阿尔卑斯羱羊（学名：Capra ibex），居於歐洲的阿爾卑斯山上的一种山羊屬的野生山羊。

## 名称
在中文里，山羊屬现存九个物种中，除了本种之外，有另外六种也俗称为“羱羊”（详见：山羊屬）。

## 分类
阿尔卑斯羱羊现在多被视为一个单型物种，没有亚种之分。
过去，居于北非的努比亞羱羊（Capra nubiana）及居于中亚、北亚的西伯利亚羱羊（Capra sibirica）曾被视为本种的亚种。

## 分布
羱羊生活在阿爾卑斯山雪頂上的岩石間，習慣居住在6,500-15,000呎高陡斜及粗糙的地勢。

## 特征
雄性羱羊一般可以成長至1米高及100kg重，雌性羱羊多是雄性體型大小的一半。除了體型，雄性與雌性最大的分別就是那顯眼的鬍子。雄性及雌性羱羊都有一同大型及向後彎曲的角，雄性的角更可以生長達1m長。牠們會用角保護自己，免受捕獵者的襲擊，如狼、山貓、熊、胡狼及狐狸等。幼羊亦會面臨大型雀鳥如鷹的襲擊。羱羊在夏天是呈褐灰色的，而到達冬天時，就會轉為深褐色。

## 習性

### 攝食
羱羊是草食性動物及以草、蘚、花、葉及細枝作食物。如果樹葉及嫩枝超出牠們可到達的範圍，羱羊會以後腳站立來吃這些食物。牠們於黃昏及晚上的時間進食，由高陡的山崖開始，至較低的阿爾卑斯山草坪。餘下的時間會留在較高的山崖及山坡，為著是要避免捕獵者的攻擊。在冬天因食物的稀少，羱羊會傾向居住較低海拔的地方。在夏天，由於每幾天就要喝水，牠們會選擇居住在近水源的地方。

### 繁殖
雄性羱羊一般都會在夏天聚居成群。在深秋時份的發情期，雄性羱羊會離犀獨自尋找雌性羱羊群。在繁殖期間，雄性羱羊會互相打鬥，以確定誰與雌性對象交配。除了會以角互相觝對方外，牠們很少會實際傷及對方。經過懷孕期及妊娠期的6個月後，一胎的幼羊就會於約5月的時間出生。

## 歷史
羱羊有著很長的時間被認為是一種神秘的動物。差不多所有牠身體的各部份，甚至是排泄物都會用作治療不同疾病的魔法藥的成份。因此，羱羊曾一度被大量捕殺，於19世紀初就曾接近滅絕的階段。但由於林業工作者的緣故，最後在大帕拉迪索山的羱羊於1816年被保護下來。於1854年，意大利的維托里奧·埃馬努埃萊二世為羱羊提供保護。而經過很多大型重新引入的計劃後，羱羊的數目估計有30,000頭，保護狀況屬於低危。

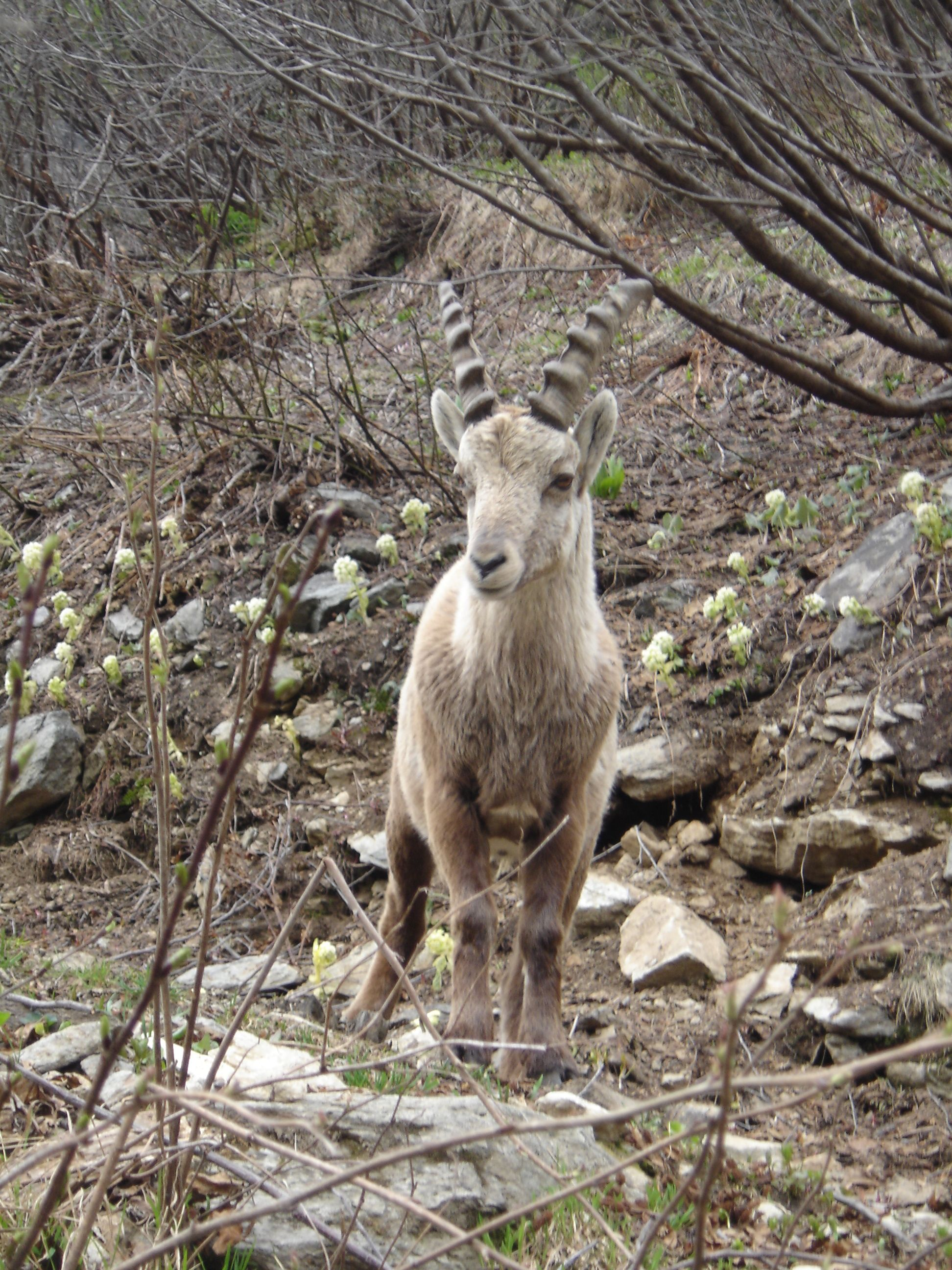
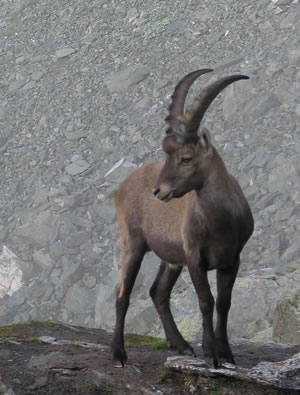
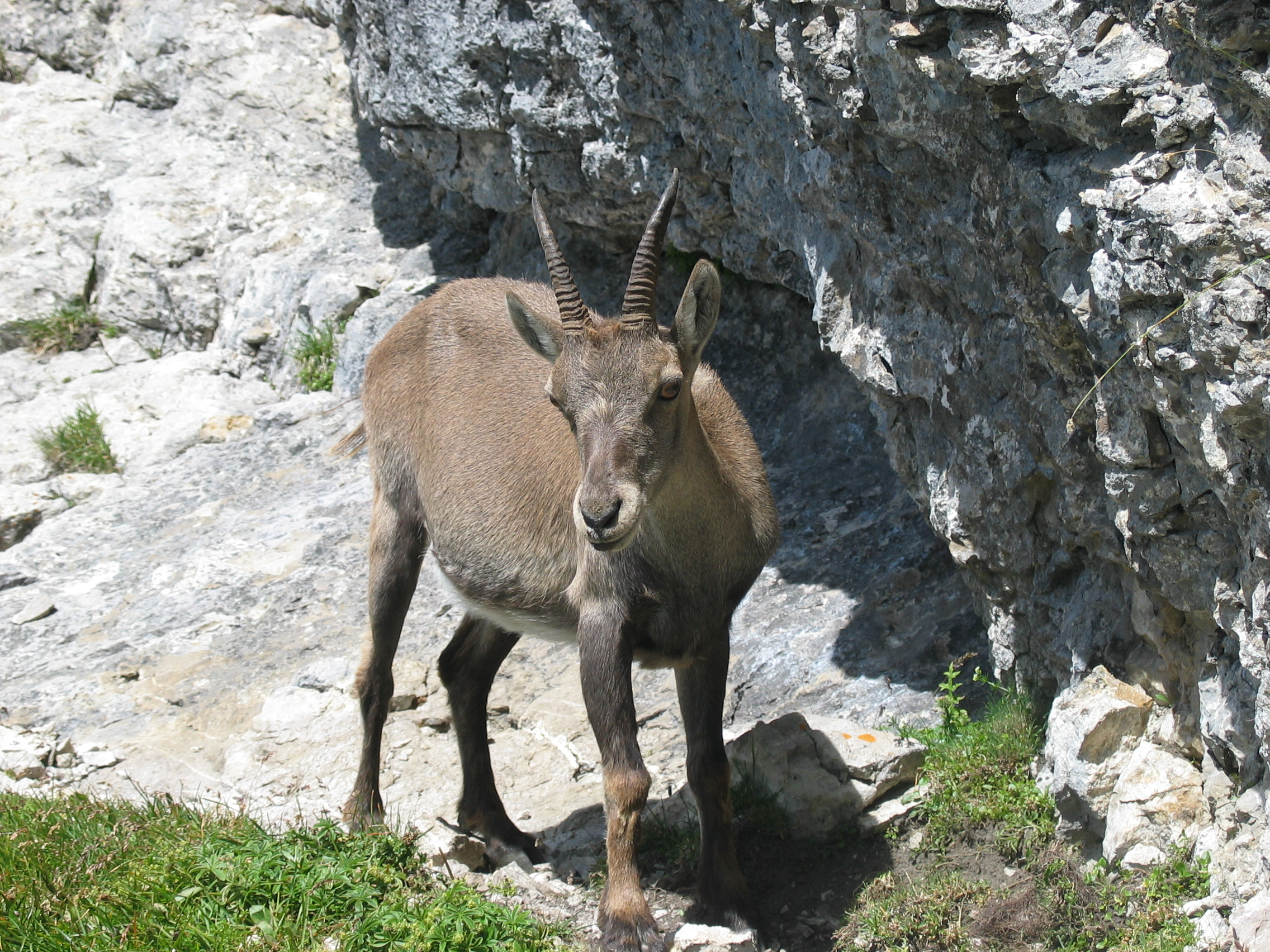
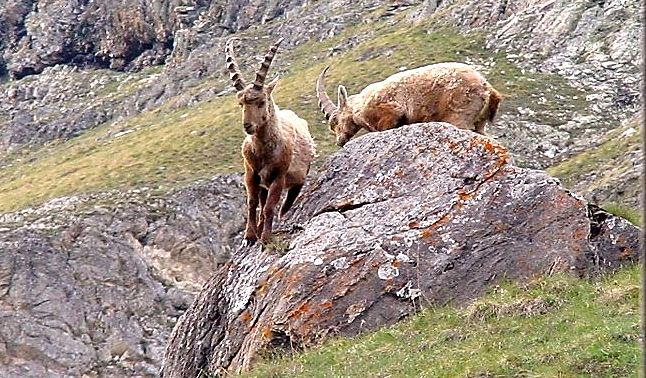
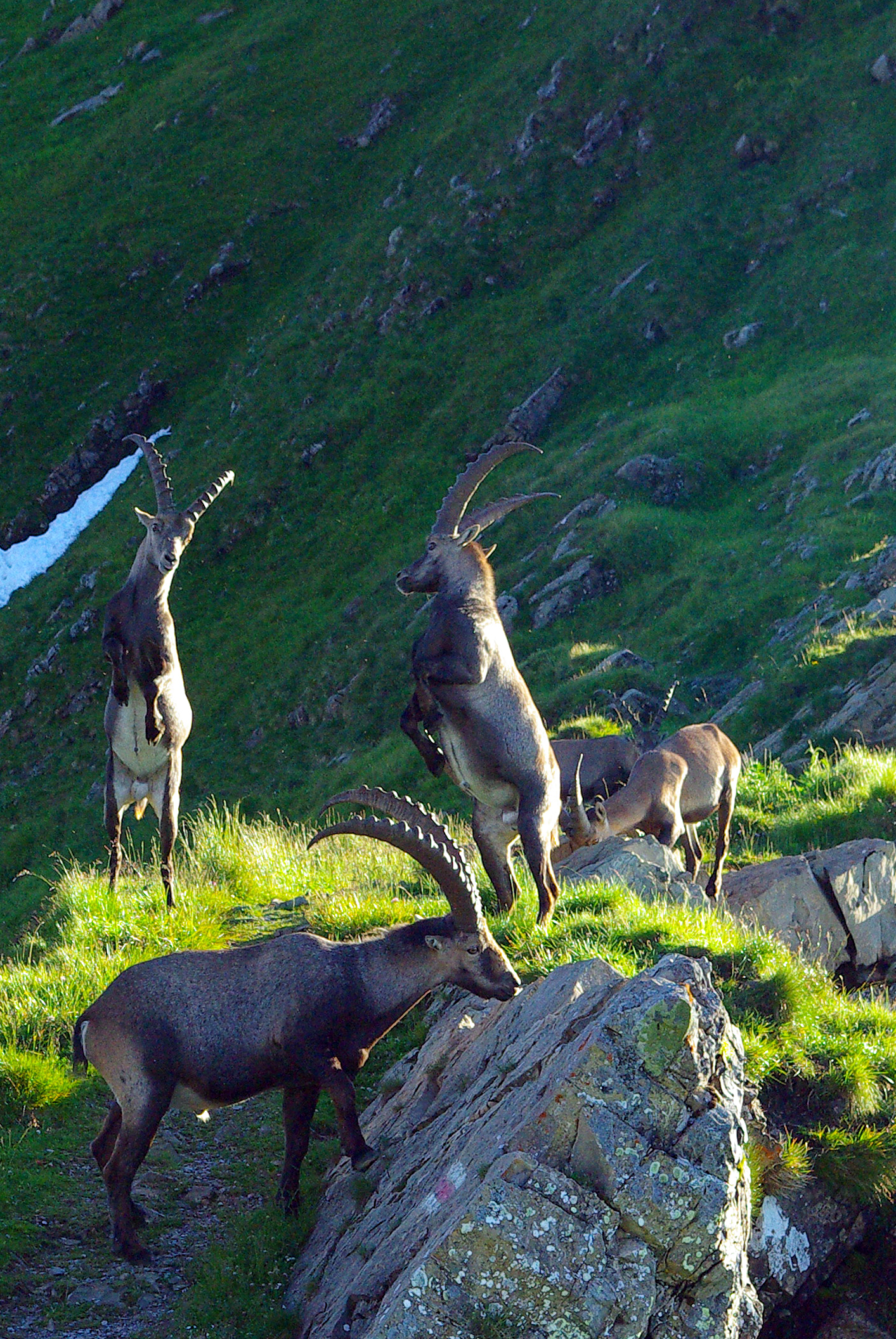
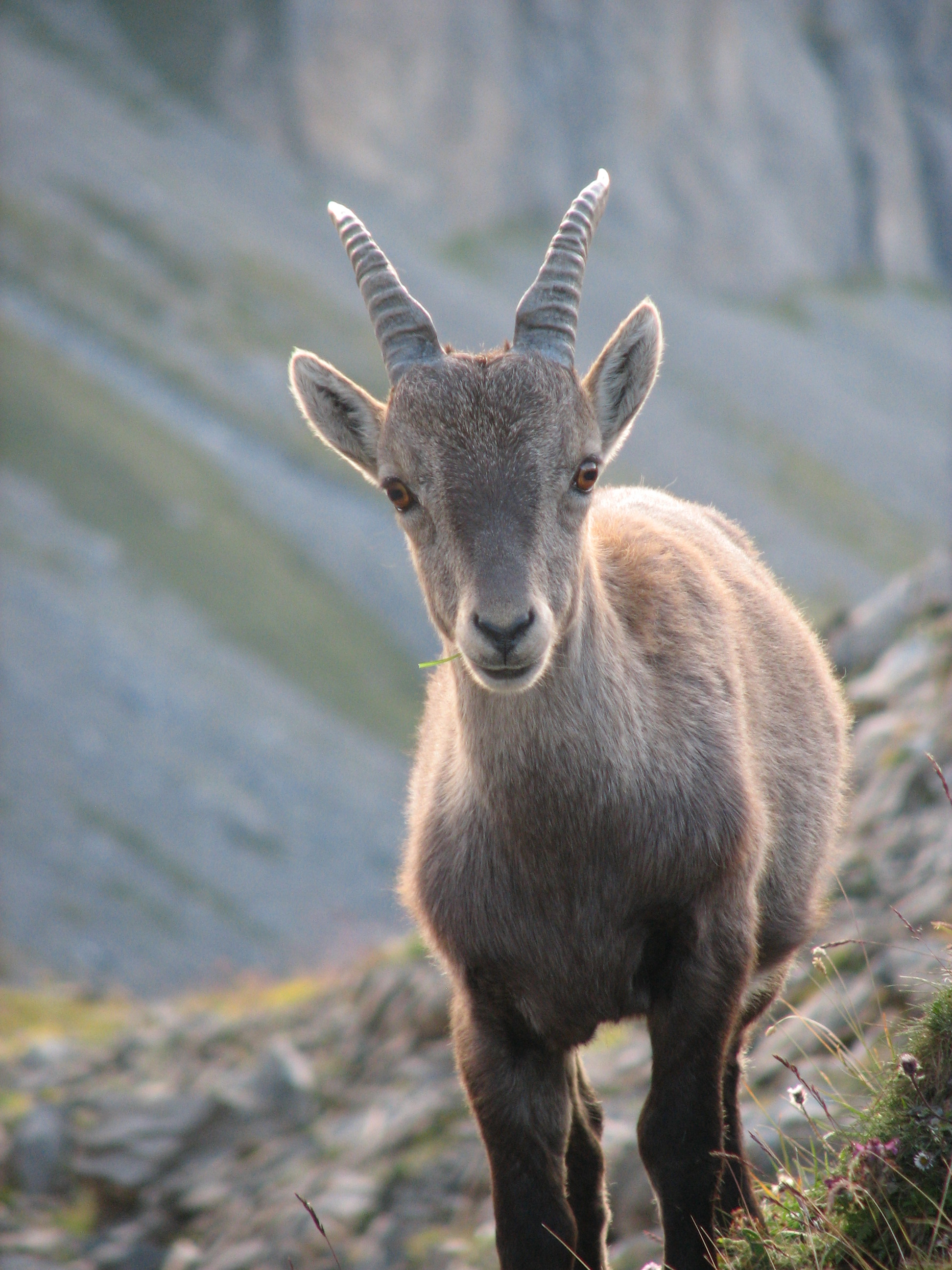
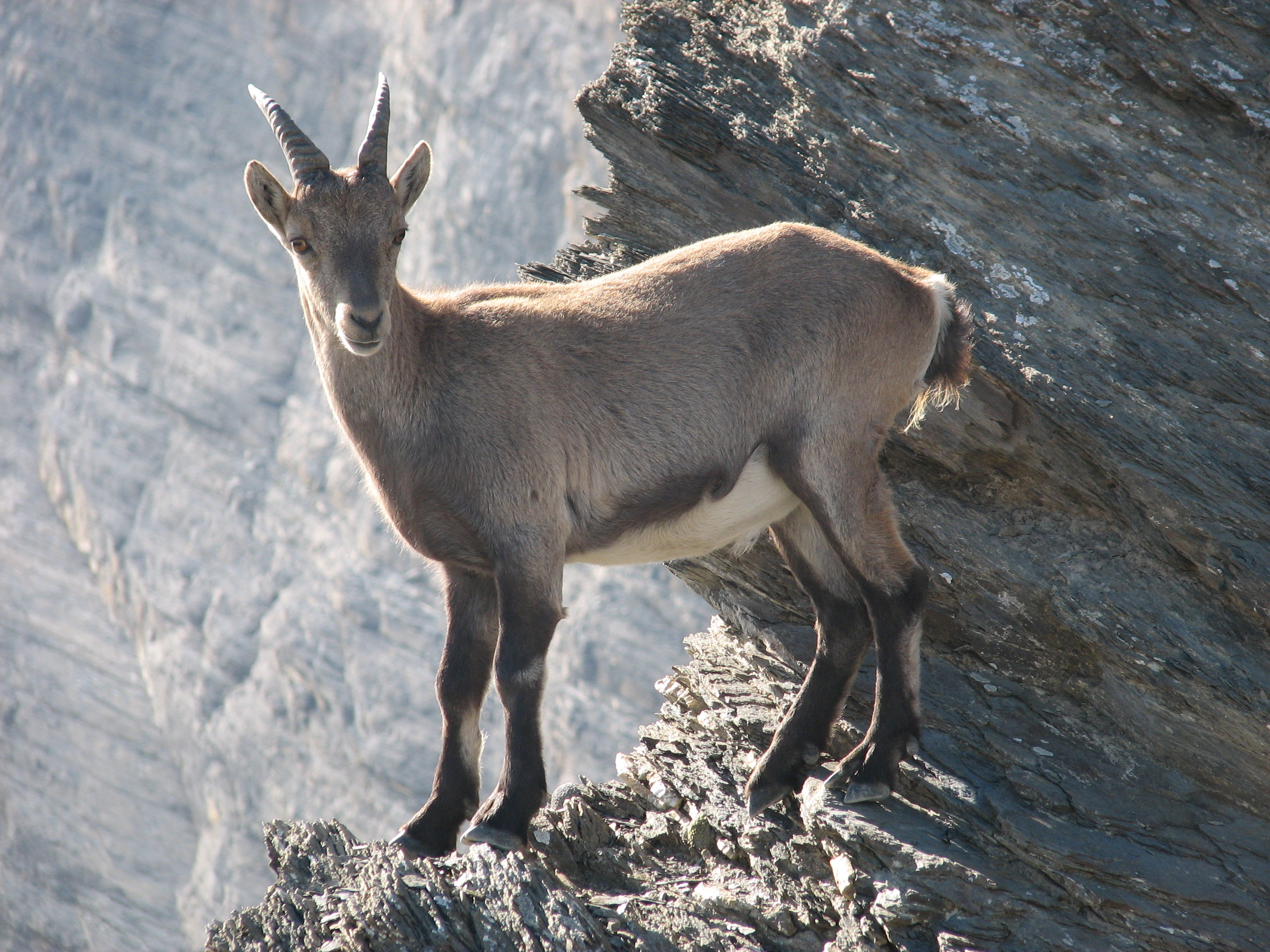
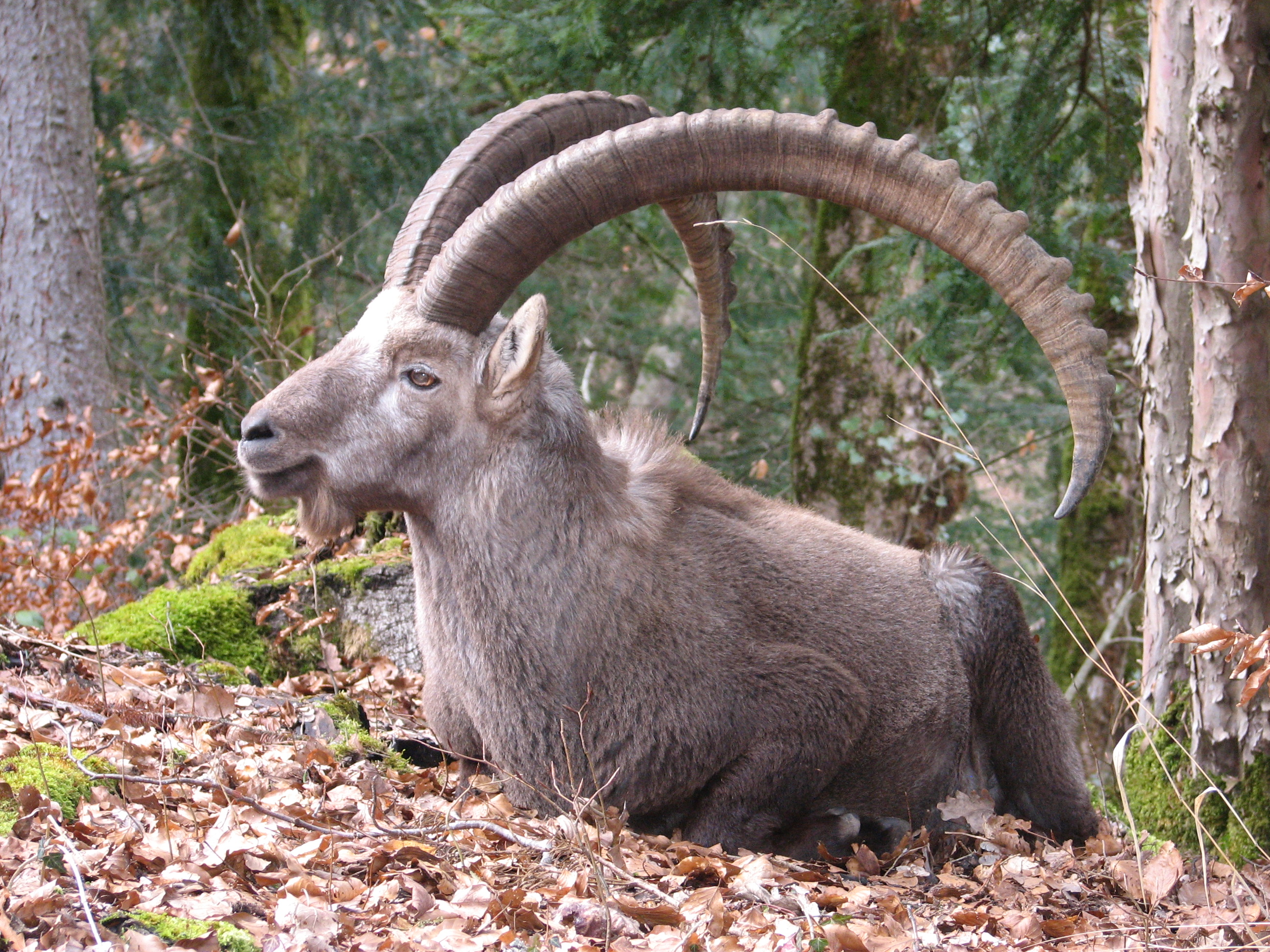
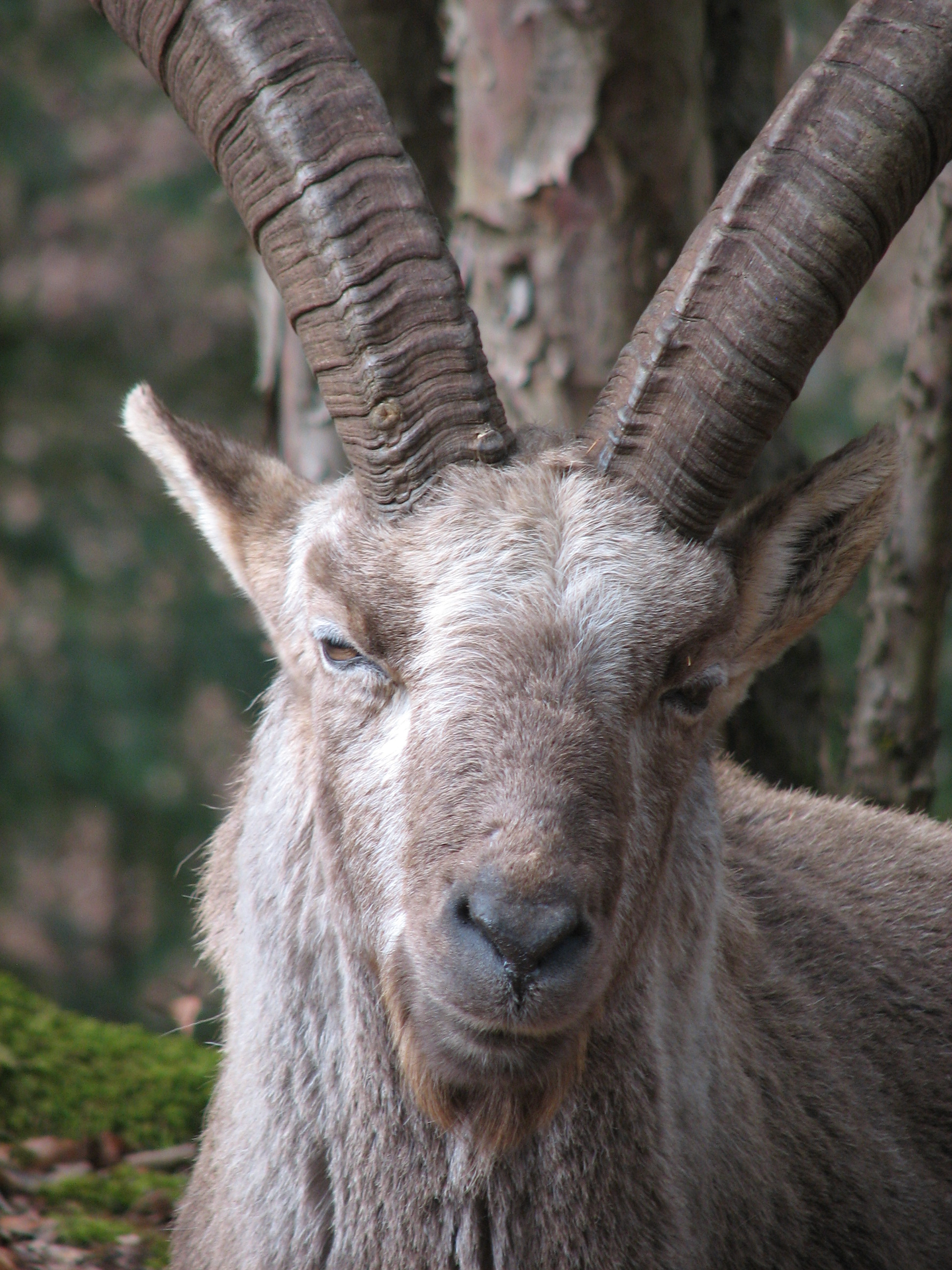
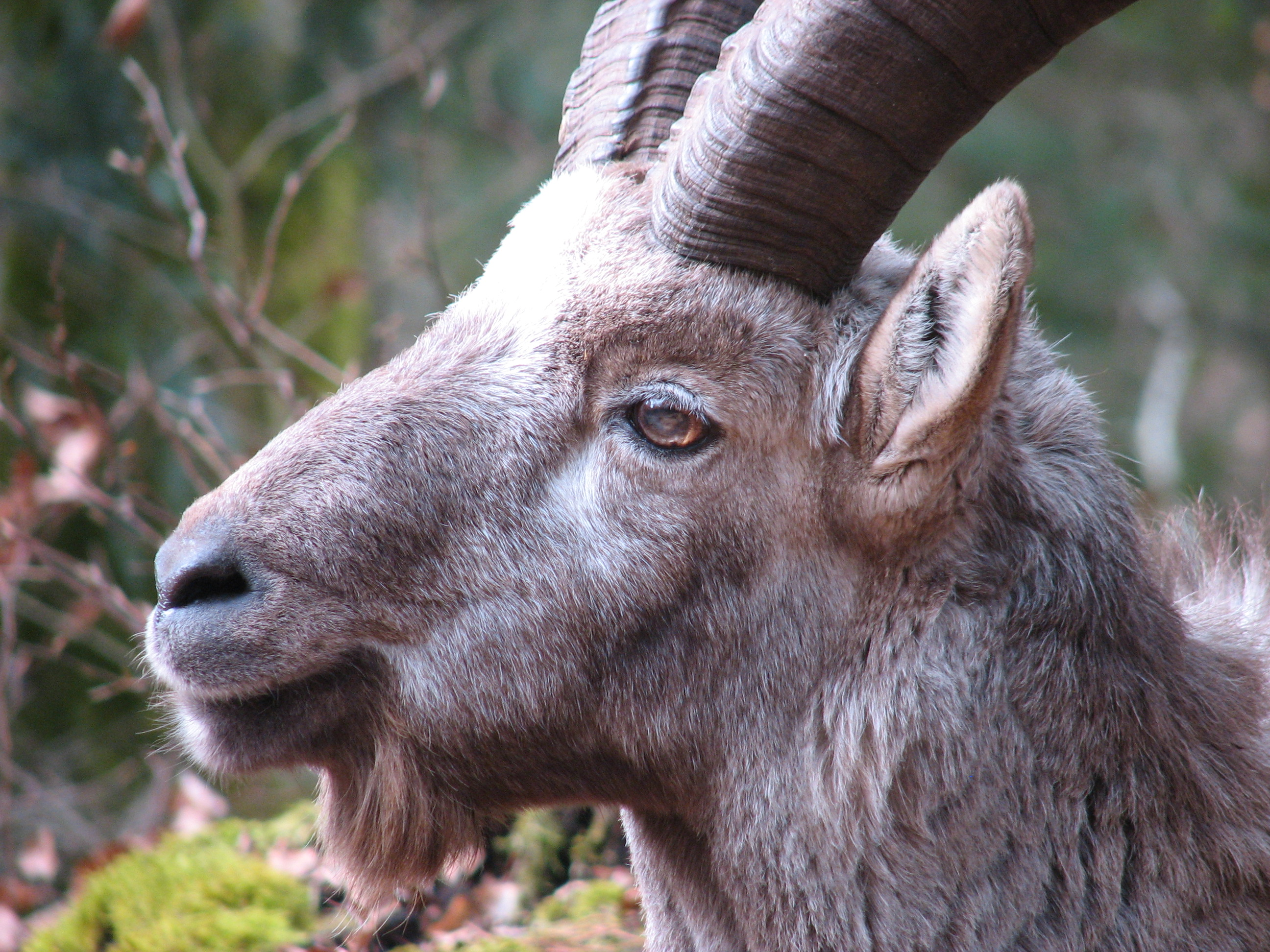